# Quello che fa bene
Quello che fa bene è il primo album in studio del cantautore e rapper italiano LDA, pubblicato il 17 febbraio 2023 con doppia etichetta Columbia Records e Sony Music.
L'album contiene il singolo Se poi domani, con cui il cantautore ha gareggiato al 73º Festival di Sanremo, classificandosi al quindicesimo posto al termine della manifestazione.

## Descrizione
Il 23 gennaio 2023 attraverso la sua pagina Instagram LDA ha annunciato che il 17 febbraio, dopo la sua partecipazione a Sanremo, sarebbe uscito il suo primo disco dal titolo Quello che fa bene.
Il 2 febbraio 2023 ha invece rivelato la tracklist fatta di quattordici brani inediti più la cover di Oggi sono io di Alex Britti che i due artisti hanno presentato in duetto nella serata delle cover del Festival di Sanremo.
Il titolo, si suppone, riprende e crea allo stesso tempo l'antitesi con uno dei suoi precedenti singoli, presentati ad Amici 21 e contenuti nel suo EP d'esordio omonimo, dal titolo Quello che fa male.
La traccia 15, registrata con Alex Britti, è stata presentata nella serata delle cover a Sanremo in duetto con lo stesso Britti.
Per la produzione del disco LDA si è affidato ad un team di diversi produttori: Francesco D'Alessio, Steve Tarta, Lvnar, che hanno curato la produzione della maggior parte dei brani, il maestro Adriano Pennino (Cara Napoli e Oggi sono io), Alessandro Gemelli (Scappi o rimani); Michele Canova Iorfida (Litigare sottovoce) e Max D'Ambra e Alex Britti per la cover di Oggi sono io.
In quanto a collaborazioni LDA si è rivolto ad Albe, già suo compagno di scuola ad Amici, e ad Aka 7even con il quale condivide un rapporto di amicizia e reciproca stima artistica ed infine ad Alex Britti.

## Tracce
1. Giostre – 2:45 (Alessandro Caiazza, Luca D'Alessio, Steve Tarta)
2. Quello che fa bene – 3:18 (Algeri Matteo, Alessandro Caiazza, Luca D'Alessio, Steve Tarta)
3. Uh-la-la – 3:12 (Alessandro Caiazza, Luca D'Alessio, Marco Ferrario)
4. Il silenzio parla – 3:07 (Alessandro Caiazza, Luca D'Alessio, Marco Ferrario)
5. Tremi (feat. AKA 7even) – 2:43 (Alessandro Caiazza, Alfredo Fiore, Francesco D'Alessio, Luca D'Alessio, Luca Marzano)
6. Ex – 2:26 (Alessandro Caiazza, Luca D'Alessio, Marco Ferrario)
7. Toxic love – 2:26 (Alessandro Caiazza, Luca D'Alessio, Marco Ferrario)
8. Cado (con Albe) – 3:04 (Alberto La Malfa, Alessandro Caiazza, Luca D'Alessio, Steve Tarta)
9. Scappi o rimani – 3:16 (Algeri Matteo, Alessandro Caiazza, Alessandro Gemelli, Luca D'Alessio)
10. Cara Napoli – 4:19 (Alessandro Caiazza, Luca D'Alessio)
11. Se poi domani – 3:28 (Algeri Matteo, Alessandro Caiazza, Francesco D'Alessio, Luca D'Alessio)
12. Litigare sottovoce – 2:27 (Alessandro Caiazza, Alessandro Pacco, Leonardo Zaccaria, Luca D'Alessio, Michele Canova Iorfida, Vincenzo Colella)
13. Weekend – 2:27 (Alessandro Caiazza, Luca D'Alessio, Steve Tarta)
14. Luca – 3:18 (Alessandro Caiazza, Luca D'Alessio, Steve Tarta)
15. Oggi sono io (feat. Alex Britti) – 4:15 (Alex Britti)

Traccia bonus nella riedizione streaming
1. Granita – 2:51 (Alessandro Caiazza, Luca D'Alessio, Simone Capurro)

## Videografia legata al disco
Il giorno d'uscita del singolo Se poi domani, in concomitanza con la prima esibizione al Festival di Sanremo, è uscito anche il relativo video ufficiale su YouTube per la regia di Fabio Cestari.
Il giorno di pubblicazione del disco vengono pubblicati sul canale YouTube di LDA i visual video, a stile fumetto, delle quattordici tracce restanti inclusa la cover di Oggi sono io.

## Classifiche
| Classifica (2023) | Posizione massima |
| ----------------- | ----------------- |
| Italia            | 16                |